# Relações entre Hibérnia e o Império Romano

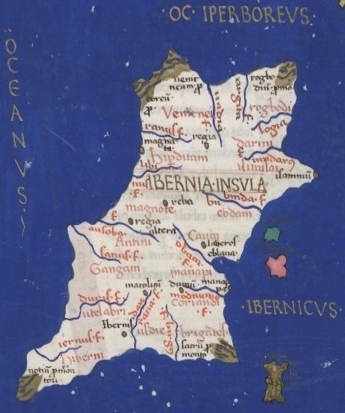
Um mapa de Hibérnia como descrito por Ptolemeu.

As relações hiberno-romanas referem-se às relações (principalmente comerciais e culturais) que existiam entre a Irlanda (Hibérnia) e o antigo Império Romano, que durou do século I a.C. ao século V d.C. na Europa Ocidental. A Irlanda foi uma das poucas áreas da Europa Ocidental não conquistada por Roma.

## Características
Roma nunca anexou Hibérnia (o nome latino para a Irlanda) ao Império Romano, mas exerceu influência na ilha, embora apenas uma pequena quantidade de evidências disso tenha sobrevivido.
Essa influência se expressou de três formas características: comercial; culturais e religiosos; e militar.

### Comercial
A relação entre Roma e Hibérnia era principalmente comercial. Em 1995, o estudioso Richard Warner escreveu que após a invasão do imperador Cláudio ao sul da Britânia, as rotas comerciais entre o Mar Mediterrâneo e a Britânia romana abrangeram até mesmo a Hibérnia. O geógrafo Ptolemeu, em seu mapa do século I d.C., localizou os assentamentos costeiros e as tribos da Irlanda, mostrando um conhecimento que (sugere-se) somente os comerciantes poderiam ter alcançado naquele século. Além disso, existem muitos objetos arqueológicos romanos (principalmente joias e moedas romanas) encontrados em áreas do centro e sul da Irlanda (como Tara e Cashel), que revelam uma relação. Moedas romanas também foram encontradas em Newgrange.
De acordo com a teoria de Thomas Charles-Edwards, que escreveu sobre a Idade das Trevas irlandesa, entre os séculos I e III houve um despovoamento do comércio de escravos da Hibérnia para a rica Britãnia romana, que tinha uma economia baseada na agricultura de vilas e precisava de escravos para realizar o trabalho mais pesado na agricultura. À medida que o império declinava, essa relação pode ter se revertido, como sugere a biografia de São Patrício, e os irlandeses da Antiguidade Tardia podem ter antecipado o papel posterior dos vikings irlandeses como invasores no mar da Irlanda.

### Cultural e religiosa
A influência religiosa do final do Império Romano envolveu a conversão ao cristianismo de muitos irlandeses antes da chegada de São Patrício no século em que o Império Romano do Ocidente desapareceu. O primeiro evento histórico confiável na história irlandesa, registrado na Crônica de Próspero da Aquitânia, é a ordenação pelo Papa Celestino I de Paládio como o primeiro bispo aos cristãos irlandeses em 431 - o que demonstra que já havia cristãos vivendo na Irlanda, antes de Paládio ou Patrício. Próspero diz em seu Contra Collatorem que por este ato Celestino "tornou a ilha bárbara cristã", embora seja claro que a cristianização da Irlanda foi um processo mais longo e gradual.
Além da introdução de uma nova religião, a influência cultural de Roma pode ser vista até mesmo nas roupas (e clareiras) de pessoas de alto escalão dentro das tribos celtas dos séculos III e IV. O alfabeto e sistema de escrita Ogam (que provavelmente foi inventado pela primeira vez no século IV em assentamentos irlandeses no oeste do País de Gales), pode ter sido derivado do alfabeto latino após contato e casamento misto com bretões romanizados com conhecimento de latim escrito, no entanto, isso é contestado por alguns estudiosos. De fato, várias pedras de Ogam no País de Gales são bilíngues, contendo inscrições britônicas (o ancestral do galês contemporâneo) com influências latinas e irlandesas antigas.

### Militar
Há alguma evidência de possíveis expedições exploratórias durante o tempo de Cneu Júlio Agrícola, embora a interpretação disso seja uma questão de debate entre os historiadores. Em lugares como Drumanagh (interpretado por alguns historiadores como o local de um possível forte romano ou acampamento temporário) e na ilha de Lambay, alguns achados militares romanos podem ser evidências de alguma forma de presença romana. A interpretação mais comumente avançada é que qualquer presença militar deveria fornecer segurança para os comerciantes, possivelmente na forma de um mercado anual onde romano-bretões e irlandeses se reuniam para comercializar. Outras interpretações, no entanto, sugerem que estes podem ser apenas postos avançados de comércio romanos ou assentamentos irlandeses nativos que comercializavam com a Britânia romana. Mais tarde, durante o colapso da autoridade romana nos séculos IV e V, as tribos irlandesas invadiram a Britânia e podem ter trazido de volta o conhecimento romano da civilização clássica.

## Presença romana na Hibérnia
A questão de saber se os romanos já desembarcaram na Irlanda tem sido objeto de especulação, mas nos últimos anos surgiram teorias mais firmes. O historiador Vittorio di Martino escreve em seu livro Roman Ireland que Agricola promoveu uma expedição exploratória à Hibernia, semelhante à que Nero enviou para explorar o sul do Sudão em 61 d.C., a fim de organizar uma seguinte expedição militar para conquistar a Etiópia (embora isso nunca tenha acontecido por causa de sua morte).

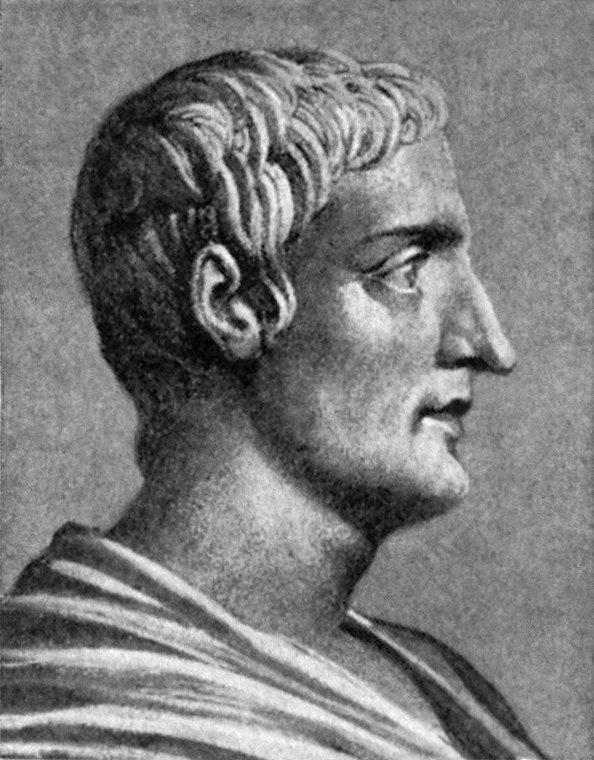
Tácito escreveu que o general romano Agrícola em 82 cruzou o mar (da Irlanda?) do oeste da Britânia e conquistou "tribos desconhecidas" para os romanos

De fato, o historiador romano Tácito menciona que Agrícola, enquanto governador da Britânia romana (78 - 84 d.C.), considerou conquistar a Irlanda, acreditando que poderia ser realizada com uma legião mais auxiliares e entreteve um príncipe Gael exilado, pensando em usá-lo como pretexto. para uma possível invasão da Irlanda. O autor romano nos conta que por volta desses anos Agrícola tinha consigo um chefe Gael (talvez Túathal Techtmar) que mais tarde voltou para conquistar a Irlanda com um exército. Escavações em locais ligados ao conto de Túathal produziram material romano do final do século I ou início do século II. Seria consistente para Túathal ter sido aquele chefe Gael.
Claramente, nem Agrícola nem seus sucessores conquistaram a Irlanda, mas nos últimos anos, a arqueologia desafiou a crença de que os romanos nunca pisaram na ilha. Artefatos romanos e romano-breões foram encontrados principalmente em Leinster, notavelmente um local fortificado no promontório de Drumanagh, quinze milhas ao norte de Dublin, e enterros na ilha vizinha de Lambay, ambos perto de onde Túathal Techtmar supostamente desembarcou. e outros sites associados a Túathal, como Tara e Clogher.
Entretanto, se isso é evidência de comércio, diplomacia ou atividade militar é uma questão controversa. É possível que os romanos tenham dado apoio a Túathal, ou alguém como ele, para recuperar seu trono no interesse de ter um vizinho amigável que pudesse conter os ataques de Gael.
Além disso, o poeta romano do século II, Juvenal, que pode ter servido na Britânia sob Agrícola, escreveu que "as armas foram levadas para além das margens de Iuverna (Hibérnia)", e a coincidência de datas é impressionante. Embora Juvenal não estivesse escrevendo história, ele possivelmente estava se referindo a uma genuína expedição militar romana à Irlanda, de acordo com Philip Freeman.
Também se especula que tal invasão pode ter sido a origem da presença dos Brigantes na Irlanda, conforme observado na Geografia do século II de Ptolomeu. Os Brigantes eram uma tribo bretã rebelde recentemente conquistada na época de Agrícola. A nobreza despossuída pode ter sido recruta pronta para a força de invasão de Túathal, ou os romanos podem ter achado uma maneira conveniente de se livrar de súditos problemáticos, assim como Elizabeth I, Jaime VI & I e escoceses rebeldes plantados na Irlanda nos séculos XVI e XVII. Outros nomes tribais associados ao sudeste, incluindo os Domnainn, relacionados aos Dumnônios britanos, e os Menápios, também conhecidos da Gália (França romana), também podem datar de tal invasão.

## Influência da Igreja Romana

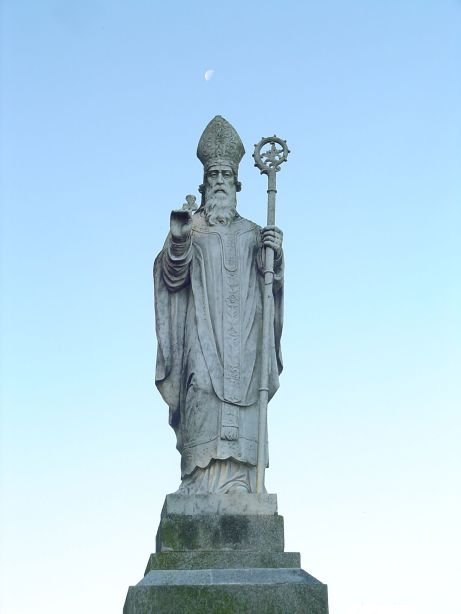
O romano-bretão São Patrício, Santo Patrono da Irlanda

As crenças e práticas religiosas irlandesas tornaram-se romanizadas depois que São Patrício e São Paládio começaram o lento processo de espalhar o cristianismo por toda a Hibérnia no século V. Uma das primeiras igrejas em Hibérnia foi fundada por São Paládio em 420 d.C., com o nome de Casa dos Romanos (Teach-na-Roman, atual Tigroney). Entretanto, os contatos reais com Roma e a Itália parecem ter sido erráticos durante grande parte desse período, e também houve contatos com o cristianismo egípcio.
O São Patrício romano-britano promoveu a criação de mosteiros na Hibérnia e a tradição druídica mais antiga ruiu, diante da nova religião que ele trouxe. Na cultura monástica que se seguiu à cristianização da Irlanda, o aprendizado do latim foi preservado na Irlanda durante o início da Idade Média, em contraste com algumas outras partes da Europa, onde o período popularmente conhecido como Idade das Trevas seguiu a perda da autoridade imperial romana sobre a Europa Ocidental. Entretanto, o conceito de um período em que o conhecimento foi perdido e a regressão ocorreu na Europa pós-romana durante a Alta Idade Média não é mais aceito pelos historiadores. Nesses mosteiros, o hiberno-latim era um tipo erudito de literatura latina criada e difundida por monges irlandeses durante o período do século VI ao século X.